# Nessorhamphidae
Nessorhamphidae zijn een familie van straalvinnige vissen uit de orde van Palingachtigen (Anguilliformes).

## Taxonomische status
Nessorhamphidae staat volgens ITIS geklasseerd als ongeldig junior synoniem en wordt dusdanig niet meer gebruikt en is niet meer dan een synoniem van de Derichthyidae. 